# Euglobiceps elongata
Euglobiceps elongata är en insektsart som beskrevs av Victor Lallemand 1923. Euglobiceps elongata ingår i släktet Euglobiceps och familjen spottstritar. Inga underarter finns listade i Catalogue of Life.